# Conseil général de l'économie, de l'industrie, de l'énergie et des technologies
Le Conseil général de l'économie, de l'industrie, de l'énergie et des technologies (CGEIET), parfois simplement nommé Conseil général de l'économie (CGE) est une institution française créée par le décret no 2009-64 du 16 janvier 2009 sous le nom de conseil général de l'industrie, de l'énergie et des technologies. Il est issu de la fusion des anciens Conseil général des mines et Conseil général des technologies de l'information et en reprend les missions. Par le décret no 2011-1523 du 14 novembre 2011, il prend son nouvel intitulé, à compter du 1er mars 2012.
Ses attributions sont étendues au domaine financier.

## Composition
Ce Conseil réunit « une cinquantaine de hauts fonctionnaires ayant exercé précédemment de hautes responsabilités dans l’administration et dans le secteur privé, le Conseil est chargé de missions d’inspection, d’audit et de conseil pour le compte du ministre de l’Économie et des Finances et, plus généralement, du Gouvernement et des autorités administratives ».

## Gouvernance et fonctionnement
Le CGE est placé sous l'autorité directe du ministre de l'Économie, des Finances et de la Relance, qui le préside.
Il est, en tant que de besoin, à la disposition des ministres chargés des domaines et activités qui relèvent de sa compétence.

### Direction
Le vice-président organise le fonctionnement de l'institution.
Vice-président :
- Depuis le 1er avril 2025 : Marc Mortureux, ingénieur général des mines
- 2012-2025 : Luc Rousseau, ingénieur général des mines
- 2009-2012 : Pascal Faure, ingénieur général des mines

## Compétences
Le CGE  est compétent dans les domaines suivants :
- services financiers, banque et assurances ;
- développement économique et industrie ;
- énergie, ressources minières et minérales et utilisation du sous-sol ;
- risques et sécurité ;
- technologies de l'information, communications électroniques, informatique, techniques audiovisuelles, espace et secteur postal.

Dans chacun des domaines de compétence ci-dessus, les activités suivantes sont notamment traitées par le CGE  :
- services associés,
- technologie,
- recherche,
- formation,
- métrologie,
- sécurité et risques, notamment industriels et technologiques.

## Missions
Le CGE est consulté en application des dispositions législatives ou réglementaires, notamment en matière de permis miniers. Il donne également son avis sur les questions qui lui sont soumises par les ministres auxquels il apporte son concours. Il produit ainsi une cinquantaine de rapports par an.
Le CGE, avec l’accord des ministres intéressés, procède à toute mission présentant un lien avec ses domaines de compétence, sollicitée par une collectivité territoriale, par l’Union européenne, par une organisation internationale ou même par un État étranger. une cinquantaine de missions sont ainsi conduites chaque année. 
Le CGE procède à l’évaluation des politiques publiques, dans les domaines relevant de ses compétences. Il procède aussi à l’évaluation des actions des organismes qui mettent en œuvre ces politiques publiques (CEA, ADEME, IFPEN, INERIS, LNE etc). 
Dans les domaines de sa compétence, le CGEIET peut procéder à des enquêtes, à des études ou à des missions en France et à l’étranger. Il peut prendre l’initiative de présenter aux ministres intéressés toutes propositions et recommandations, notamment en matière de progrès et de diffusion des connaissances et techniques ainsi que de normalisation.
Le CGE assure également, à travers l'Institut Mines-Télécom, la gestion des neuf écoles des mines et des télécommunications placées sous la tutelle du ministre de l'Économie, des Finances et de la Relance. 
Il est responsable du recrutement et de la gestion des ingénieurs du corps des mines.
Il peut également être consulté sur les questions générales et individuelles relatives aux fonctionnaires du corps des mines. 

## Missions particulières et notoriété
Peu connu du grand public, le CGE a reçu un éclairage médiatique particulier pour les missions suivantes :
- en décembre 2010, lorsque le ministre français de l'Industrie, Éric Besson, lui a confié la mission d'étudier la possibilité d'interdire à WikiLeaks d'être hébergé chez OVH en France, à la suite du Cablegate, c'est-à-dire à la suite de l'affaire des Révélations de télégrammes de la diplomatie américaine par Wikileaks[6],[7],[8].
- en juillet 2012, lorsque le ministre français de l'Industrie, Arnaud Montebourg, lui a confié la mission d'étudier la viabilité du site industriel d'ArcelorMittal de Florange[9].